# Гиват-Бренер
Гиват-Бренер (ивр. גִּבְעַת בְּרֶנֶר‎) — кибуц в Центральном округе Израиля, вблизи Реховота. Основан в 1928 году. Входит в региональный совет Бреннер.

## История

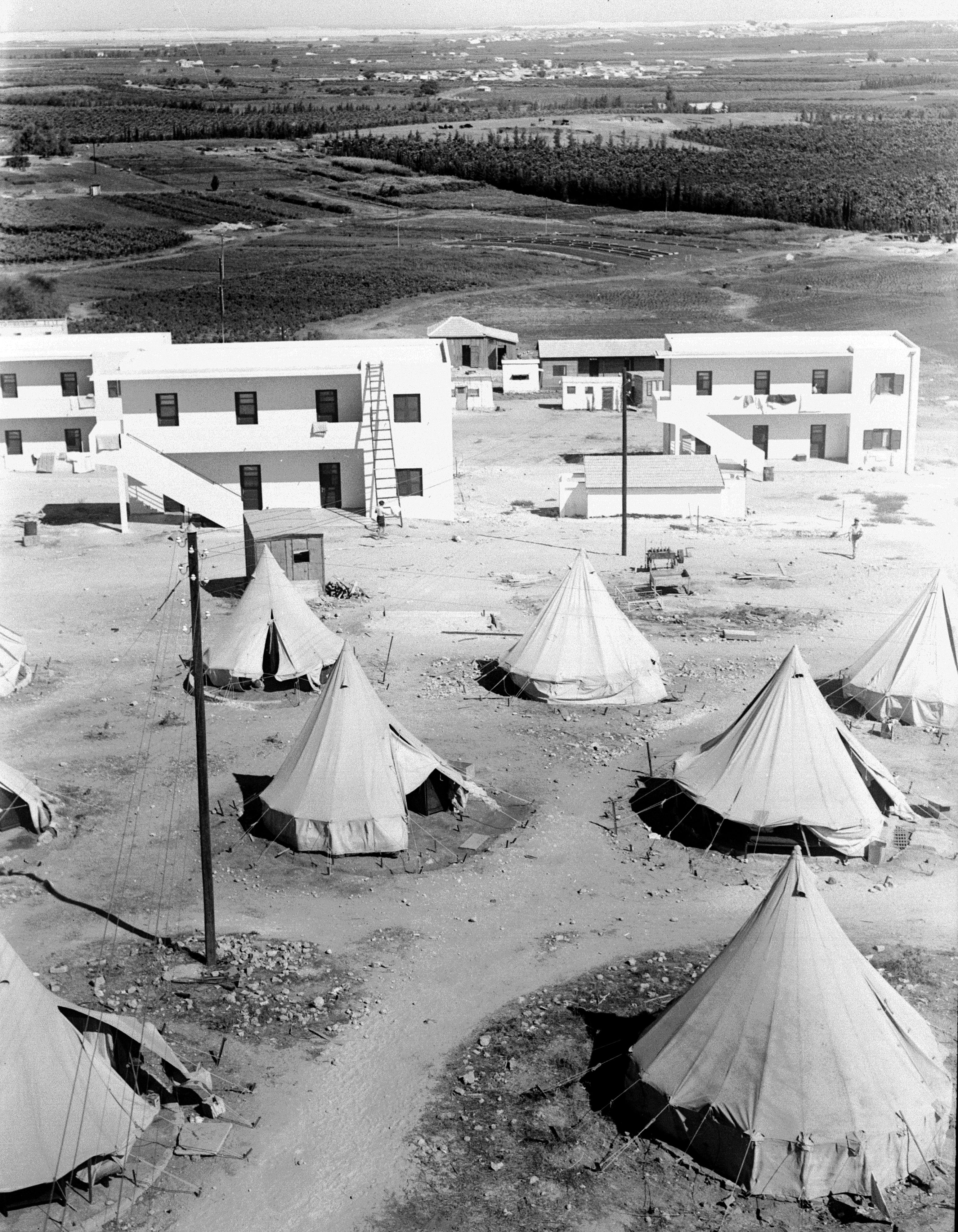
Гиват-Бренер в 1935 году

Кибуц Гиват-Бренер основан в 1928 году силами 35 сионистских активистов, до этого проживавших в Реховоте и Нес-Ционе. Новый кибуц был назван в честь Й. Х. Бренера — еврейского писателя, убитого арабами во время массовых беспорядков в Яффе в 1921 году. Впоследствии население кибуца заметно выросло за первое десятилетие его существования благодаря прибытию репатриантов из Германии. В отсутствие собственного хозяйства на этом этапе большинство кибуцников работали на плантациях Реховота и на предприятиях Мёртвого моря, но со временем Гиват-Бренер обзавёлся садами, животно- и птицеводческим хозяйством и открыл собственную консервную фабрику «Римон» — одну из первых в Палестине, превратившись в крупнейшее кибуцное хозяйство ишува.
В 1952 году, в результате раскола в движении «Ха-кибуц ха-меухад» часть жителей Гиват-Бренра переселилась в новый кибуц Нецер-Серени. Однако Гиват-Бренер оставался одним из крупнейших кибуцев Израиля, население которого к 50-летнему юбилею насчитывало около 1600 человек. Главный архитектор кибуцного движения Фреди Кахана вспоминает, что в то время, как остальные кибуцы планировали постройку 25-30 единиц жилья, в Гиват-Бренере говорили о двухстах, так как это укладывалось в имидж самого большого кибуца в стране. Со временем основы деятельности кибуца претерпели изменения, первым из которых был отказ от коллективной системы образования.

## География
Кибуц Гиват-Бренер расположен к югу от Реховота, территориально относясь к региональному совету Бреннер. Общая территория кибуца составляет примерно 7800 дунамов (7,8 км²), из которых 7000 дунамов — обработанные сельскохозяйственные земли. Основной въезд в Гиват-Бреннер расположен на шоссе 4123. Рядом с кибуцем проходит отрезок шоссе 40, соединяющий Гедеру с перекрёстком Билу. Со стороны Иерусалима в Гиват-Бренер можно добраться по шоссе 411, проходящему рядом с кибуцем Хульда.

## Население
По данным Центрального статистического бюро Израиля, население на начало 2020 года составляло 2 678 человек.

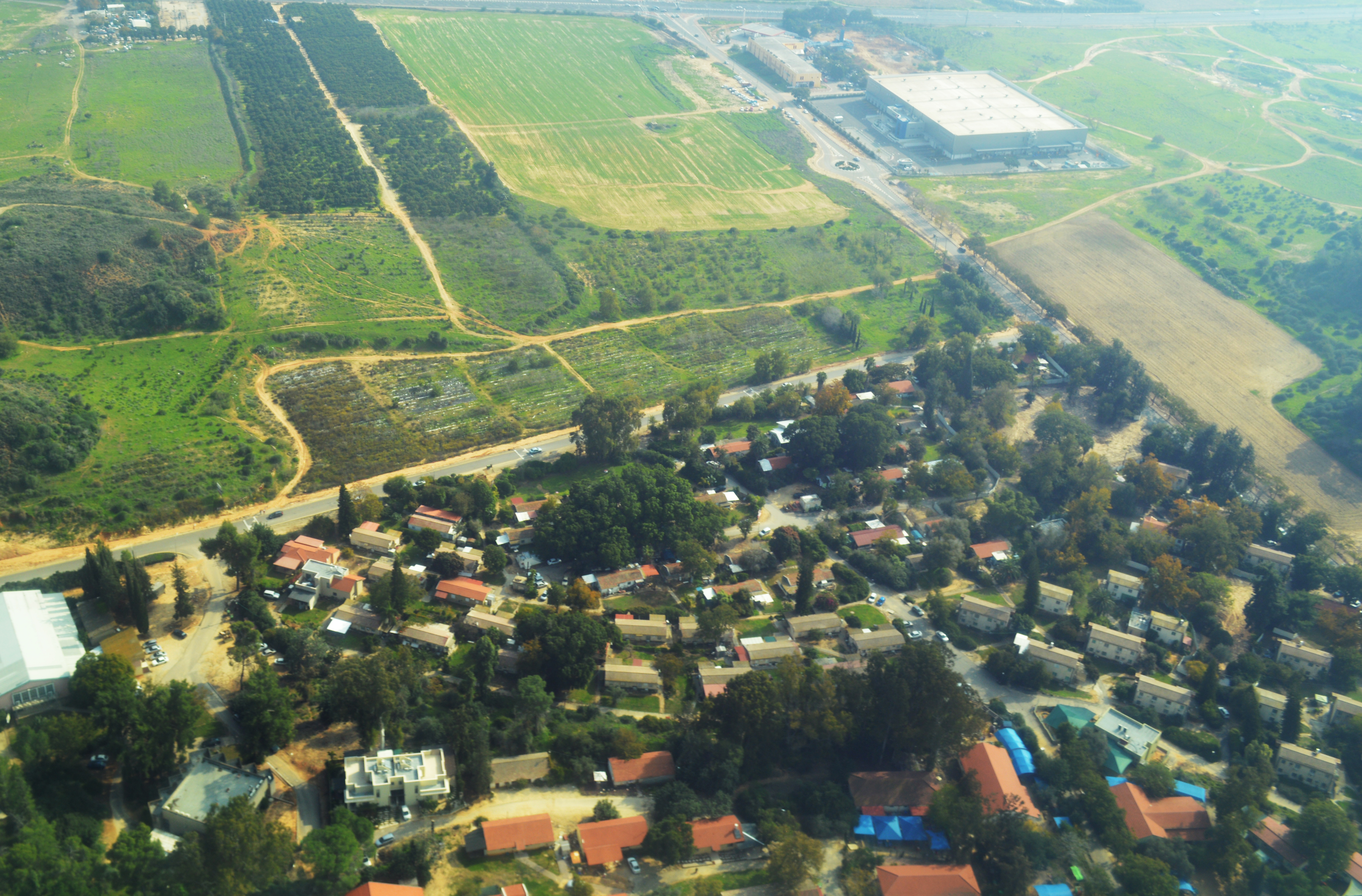
Гиват-Бренер с высоты птичьего полёта

По данным переписи населения 2008 года в Гиват-Бренере проживали 1,7 тысячи человек. Позже, со строительством нового района, население кибуца выросло, и по оценкам на 2011 года в нём насчитывалось 2,5 тысячи человек, из которых примерно 550 — члены кибуца. Данные по населению приводятся на 2008 год.
В 2008 году подавляющее большинство (98,6 %) жителей кибуца были евреями. Около половины жителей были сабрами, ещё 30 % — уроженцами Европы, репатрианты из стран Азии, Африки, Америки и Океании составляли менее чем по 10 % населения. Большинство репатриантов, проживавших в Гиват-Бренере, прибыли в Израиль до 1960 года, доля жителей, репатриировавшихся после 1989 года, составляла всего 15 %. Медианный возраст жителей Гиват-Бренера составлял 35 лет; около 21 % жителей были детьми и подростками в возрасте до 17 лет включительно (процент детей среди жителей стабильно снижался с 1972 года), 17 % достигли пенсионного возраста (65 лет и старше). В браке состояло менее половины взрослого населения, на каждую взрослую женщину приходилось в среднем по 1,5 ребёнка. В среднем в единице жилья проживали 1,8 человека.
26 % взрослого населения кибуца имели академическую степень. Около 70 % взрослого населения были трудоспособны, более 99 % из их числа — трудоустроены, преимущественно как наёмные работники (частные предприниматели составляли только 7,3 % от общего числа трудоспособного населения). В 3/4 семей был компьютер, более половины имели собственную машину (10,6 % семей — 2 машины и больше). Благосостояние населения кибуца существенно выросло по сравнению с 1995 годом: доля жителей с высшим образованием выросла на 8 %, процент семей, владеющих частным автомобилем — почти втрое.

## Экономика
Основу экономики Гиват-Бренера на протяжении многих лет составляло сельское хозяйство. В кибуце выращивали кукурузу, Гиват-Бренер заготавливал люцерну, сено и клевер, который шёл в частности на экспорт в Великобританию. В настоящее время помимо разведения полевых культур в кибуце действуют плантации, где выращиваются на продажу цветы, кактусы, другие декоративные растения и финиковые пальмы. С 1942 по 2005 год в кибуце разводили крупный рогатый скот. В кибуце работает фабрика «Гавиш», специализирующаяся на выпуске автоматизированных систем контроля для сельского хозяйства. В дальнейшем в Гиват-Бренере были построены парк аттракционов «Бейт-Халомотай» (ивр. בית חלומותיי‎ — «Дом моей мечты») и зал торжеств.

## Культура
В кибуце есть парк аттракционов, библиотека и музей «Оцарот» (ивр. אוצרות‎ — «Сокровища»). Туристическими достопримечательностями являются большая голубятня, служившая для разведения почтовых голубей для нужд ЦАХАЛа в первые годы существования Израиля, и могила генерала Ицхака Саде. Достопримечательностью кибуца является также круглый коровник, построенный в 1942 году инженером-конструктором, профессором Ицхаком Бар-Шеймом (ивр. יצחק הבר-שיים‎). В здании была установлена специальная «карусель» для доения коров. В 1949 году в помещении коровника проходило заседание комитета движения «Ха-кибуц ха-меухад», благодаря чему здание прозвали «Коровником комитета».
В Гиват-Бренере с 1949 по 1978 год проживал израильский скульптор Яков Лучанский, чьи произведения размещены в различных точках кибуца. Одна из скульптур, посвящённая памяти погибших кибуцников, находится рядом с домом Серени. В 2015 году скульптура была накрыта чёрным полотном в связи с тем, что одно из зданий кибуца было арендовано для проведения религиозного мероприятия, организаторы которого сочли скульптуру нескромной. Шокированные члены кибуца выражали возмущение и утверждали, что действия «защитников скромности» оскорбляют память павших.